# Церковь Преподобной Марии Египетской (Вилейка)
Церковь Преподобной Марии Египетской (бел. Царква Прападобнай Марыі Егіпецкай) — православный храм в городе Вилейка Минской области Белоруссии. Находится в центре города, у Центральной площади. Официальный адрес: ул. 17 сентября, 33. Церковь относится к Вилейскому благочинию Молодечненской епархии Белорусской православной церкви.

## История
Церковь Преподобной Марии Египетской в Вилейке построена в 1865 году с благословения митрополита Иосифа (Семашко) при поддержке виленского генерал-губернатора Михаила Муравьёва по проекту российского инженера Алексея Полозова. На строительство церкви пожертвовал средства российский дворянин, камергер и действительный статский советник Аполлон Редкин. Строительство велось рядом с деревянной церковью Святого Николая. Освятили церковь 4 сентября 1865 года. Иконы для иконостаса написал российский художник Михаил Васильев, профессор исторической живописи Санкт-Петербургской академии художеств.
В годы церковных гонений храм не закрывался. В 2015 году в ходе празднования 150-летия церкви при храме открылся Духовно-просветительский центр. В 2017 году сзади по бокам пристроили ризницы.

## Архитектура
Памятник архитектуры русского стиля. Небольшой храм решён согласно канонической четырёхчастной композиции: притвор-колокольня, трапезная, молитвенный зал с боковыми приделами, полукруглая апсида. Четырёхскатная крыша центрального кубовидного объёма завершена небольшим пятикупольем, возведённом на четырёхгранной платформе. Луковичной главой завершён гранёный шатёр четвериковой колокольни над притвором (на крупных гранях шатра устроены часы). На больших гранях шатра колокольни располагаются часы, деньги на которые пожертвовало местное население. Лучковый проём главного входа оформлен высоким порталом с круглым окном-розой и килевидной аркой в завершении. Арочные фасады боковых приделов накрыты килевидной крышей. Такую же самую форму получили наличники арочных одинарных и сдвоенных оконных проёмов. Архитектурная пластика заимствована из древнерусской церковной архитектуры: аркатурные пояса, килевидные арки, луковичные главы, профилированные карнизы с сухариками, лопатки и филёнки.

## Интерьер
В интерьере плоский потолок молитвенного зала сочетается с конховым покрытием апсиды. Над входом хоры с боковой лестницей.

## Галерея

### Исторические снимки

Старые снимки
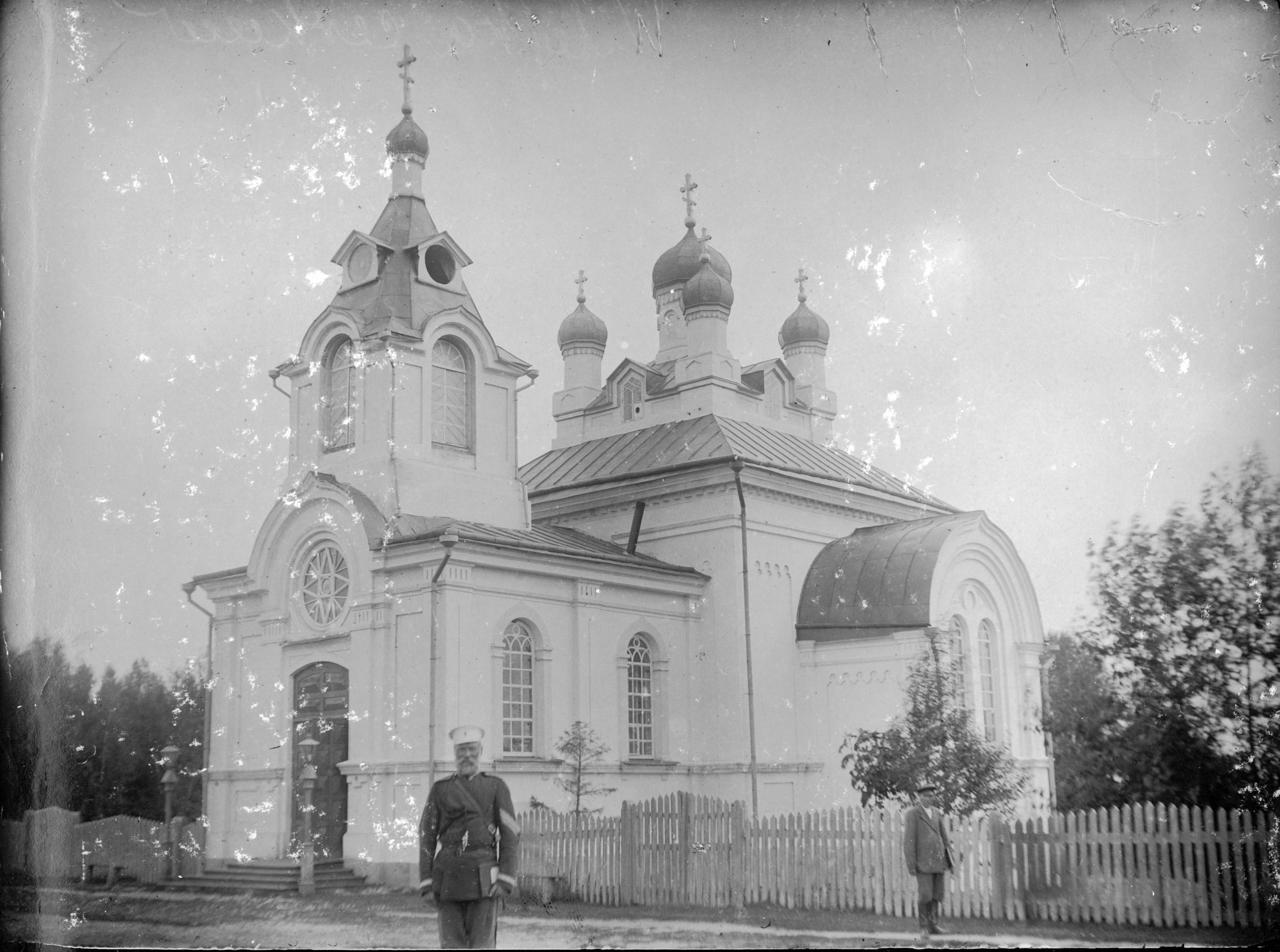
1890-е годы
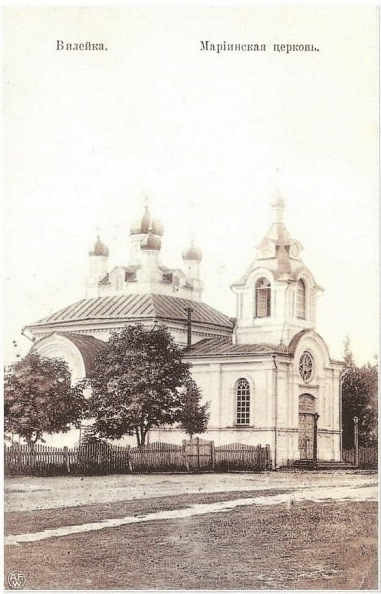
1900 год
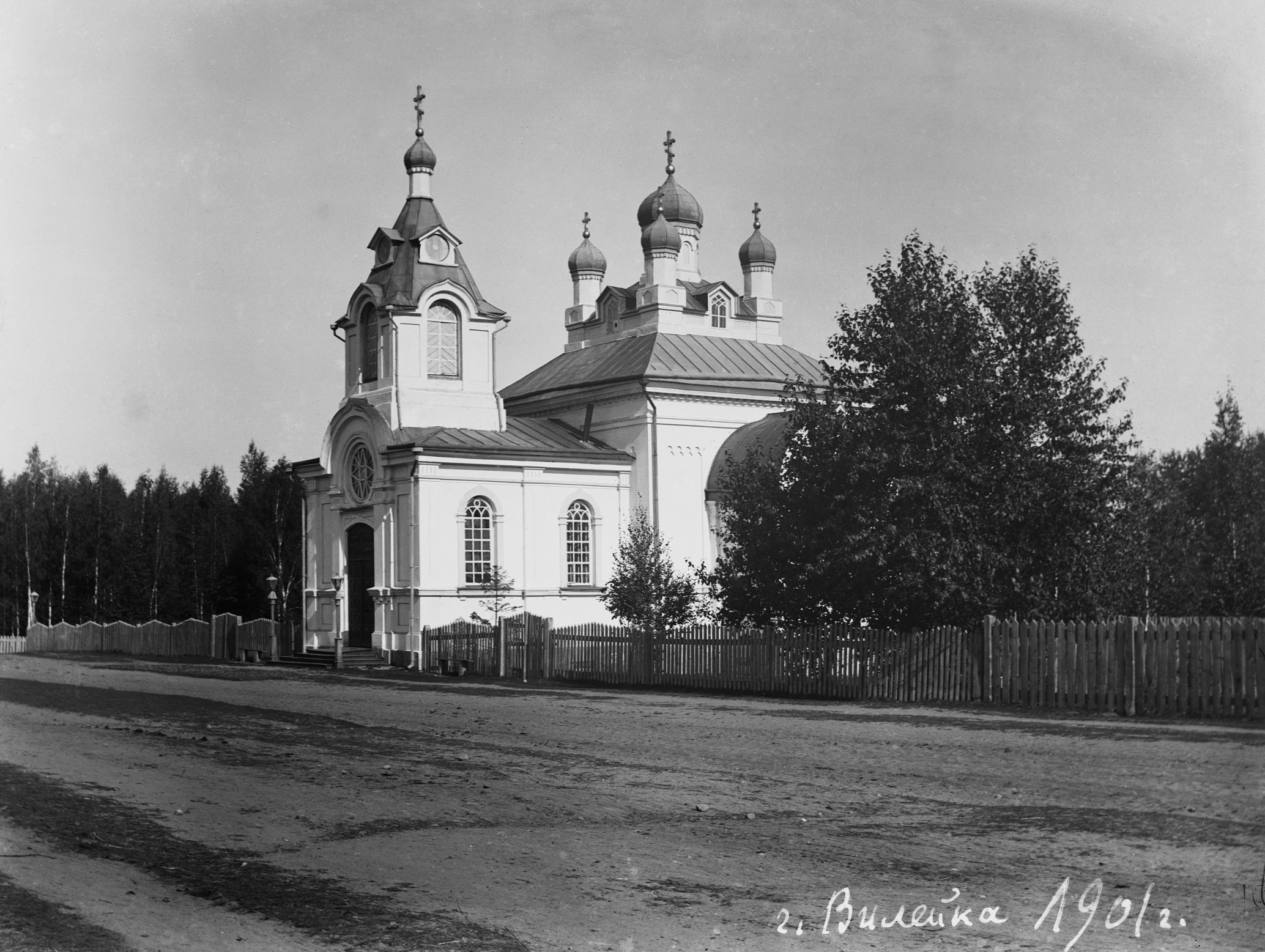
1901 год
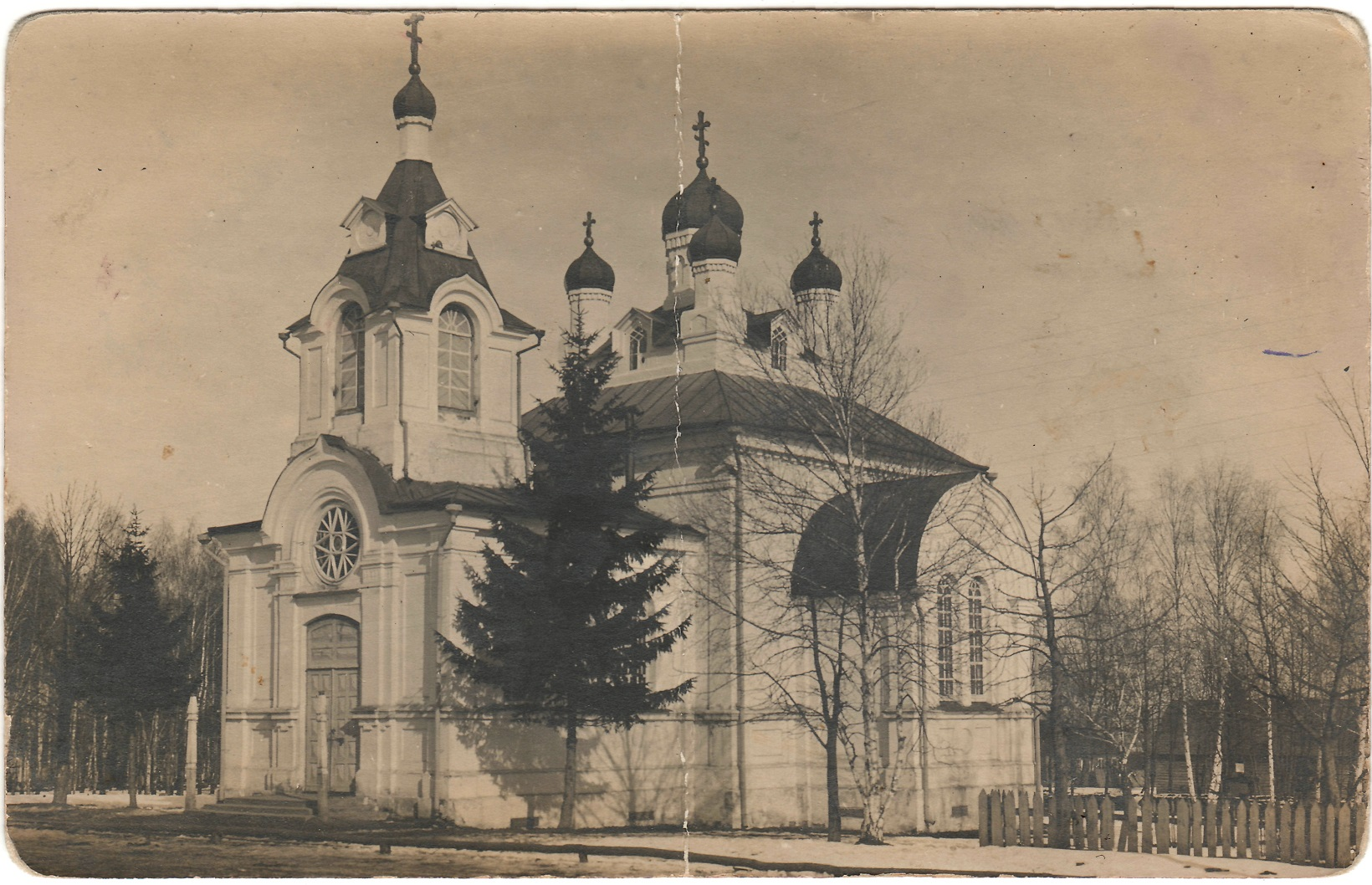
1918 год

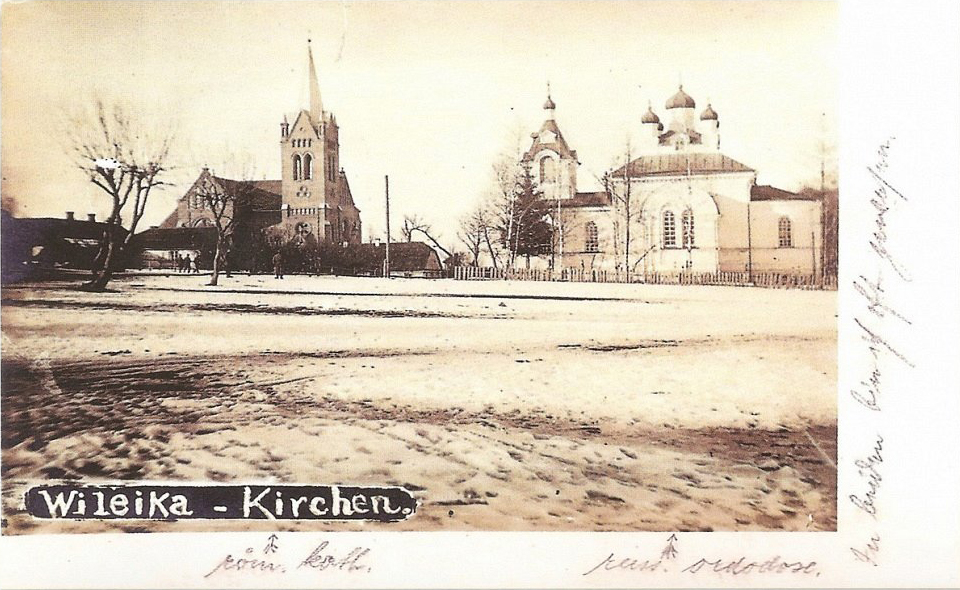
1918 год
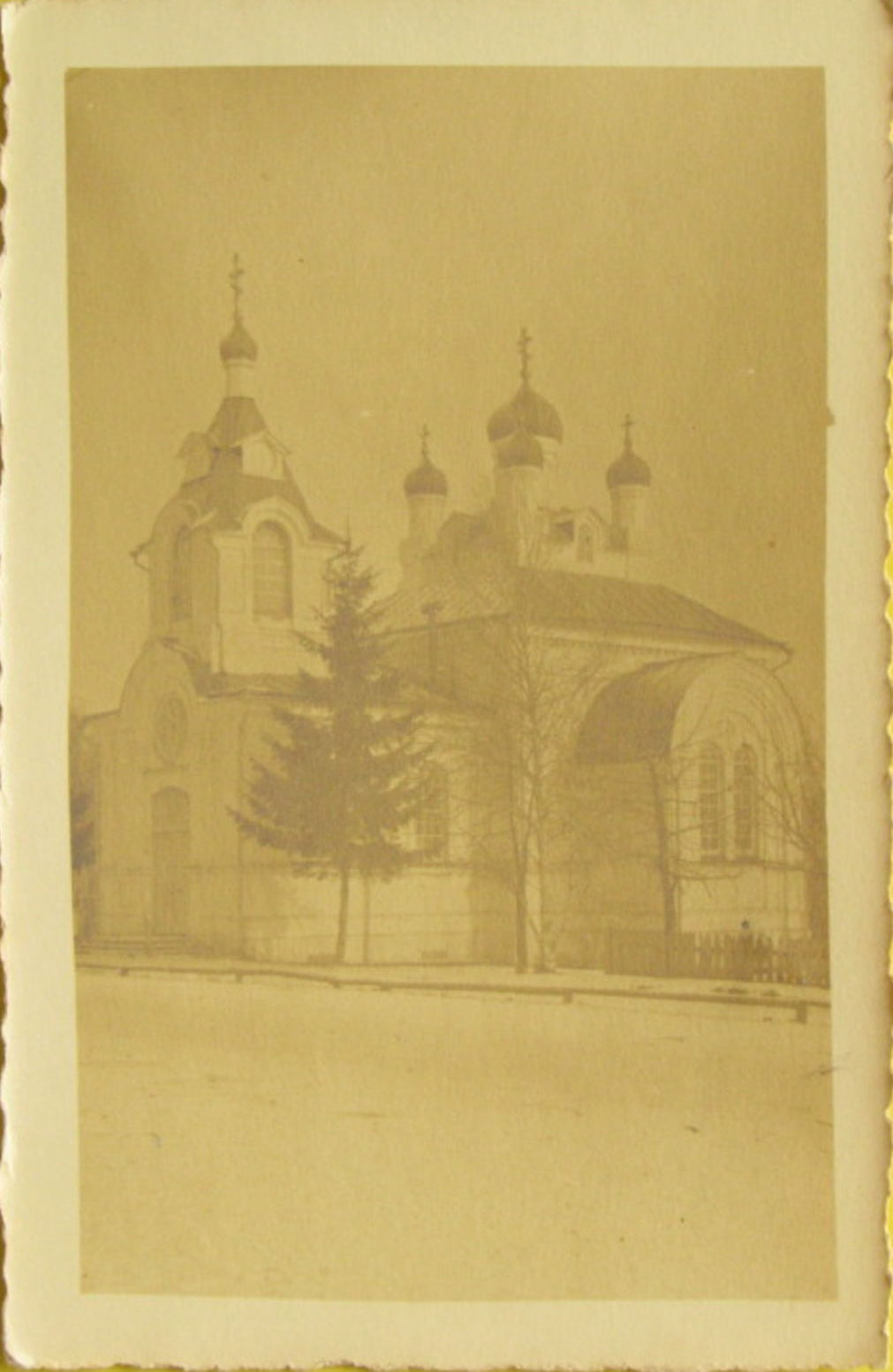
1918 год
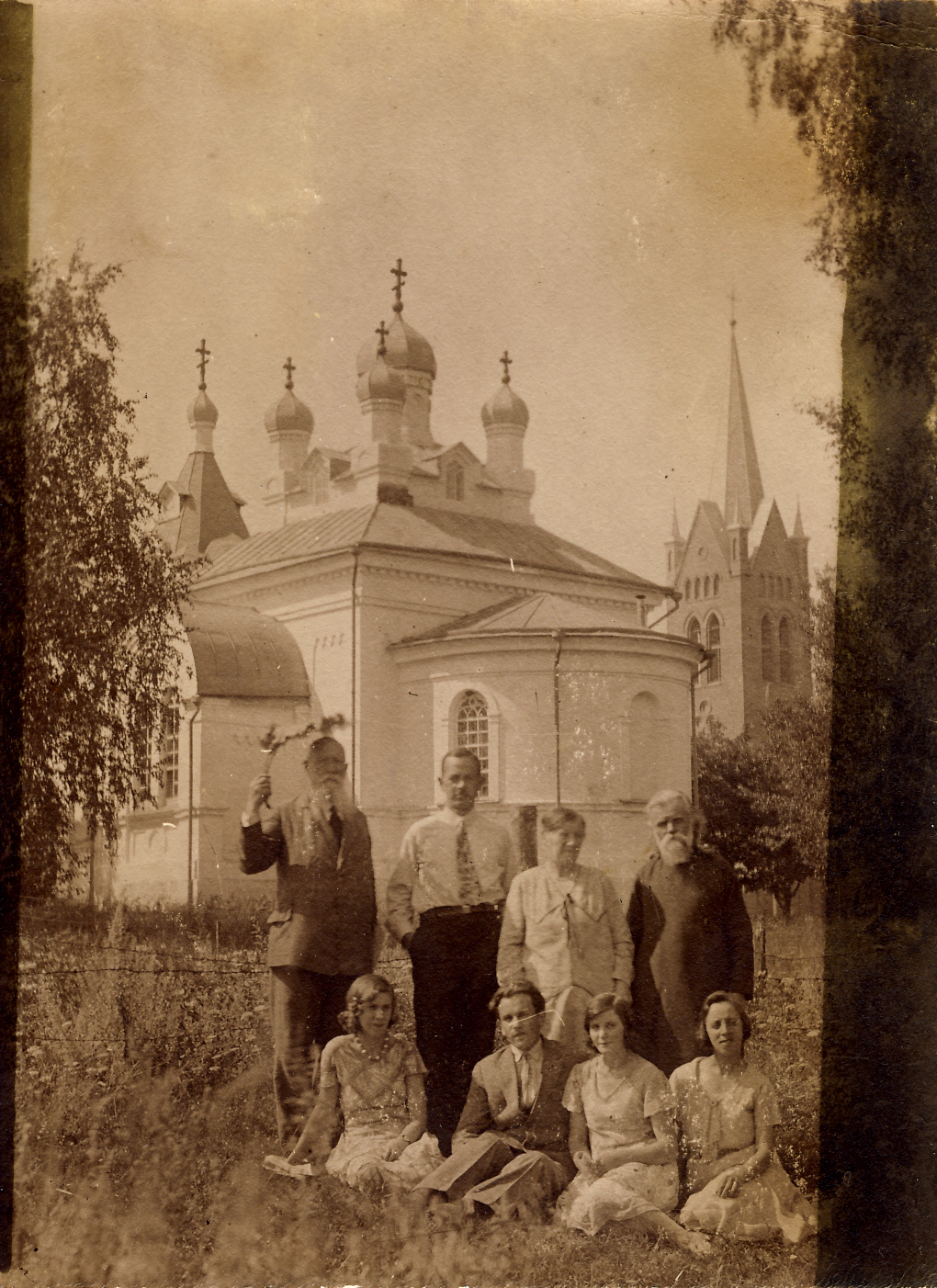
1918 год
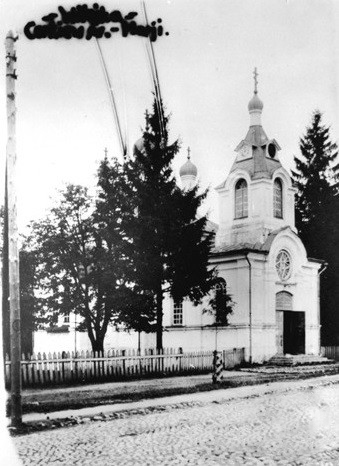
1920-е годы

### Современные снимки

Современное состояние
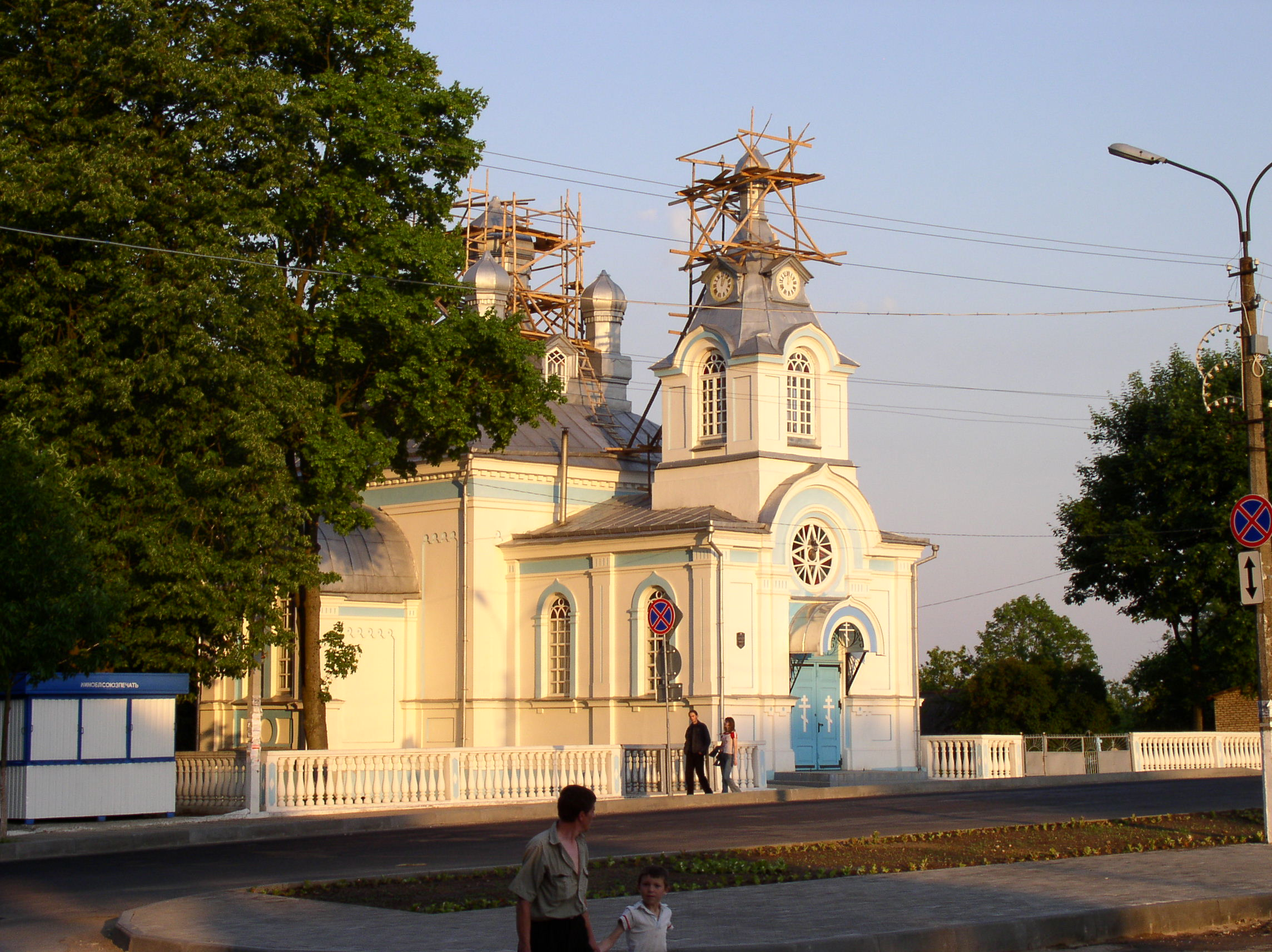
2005 год
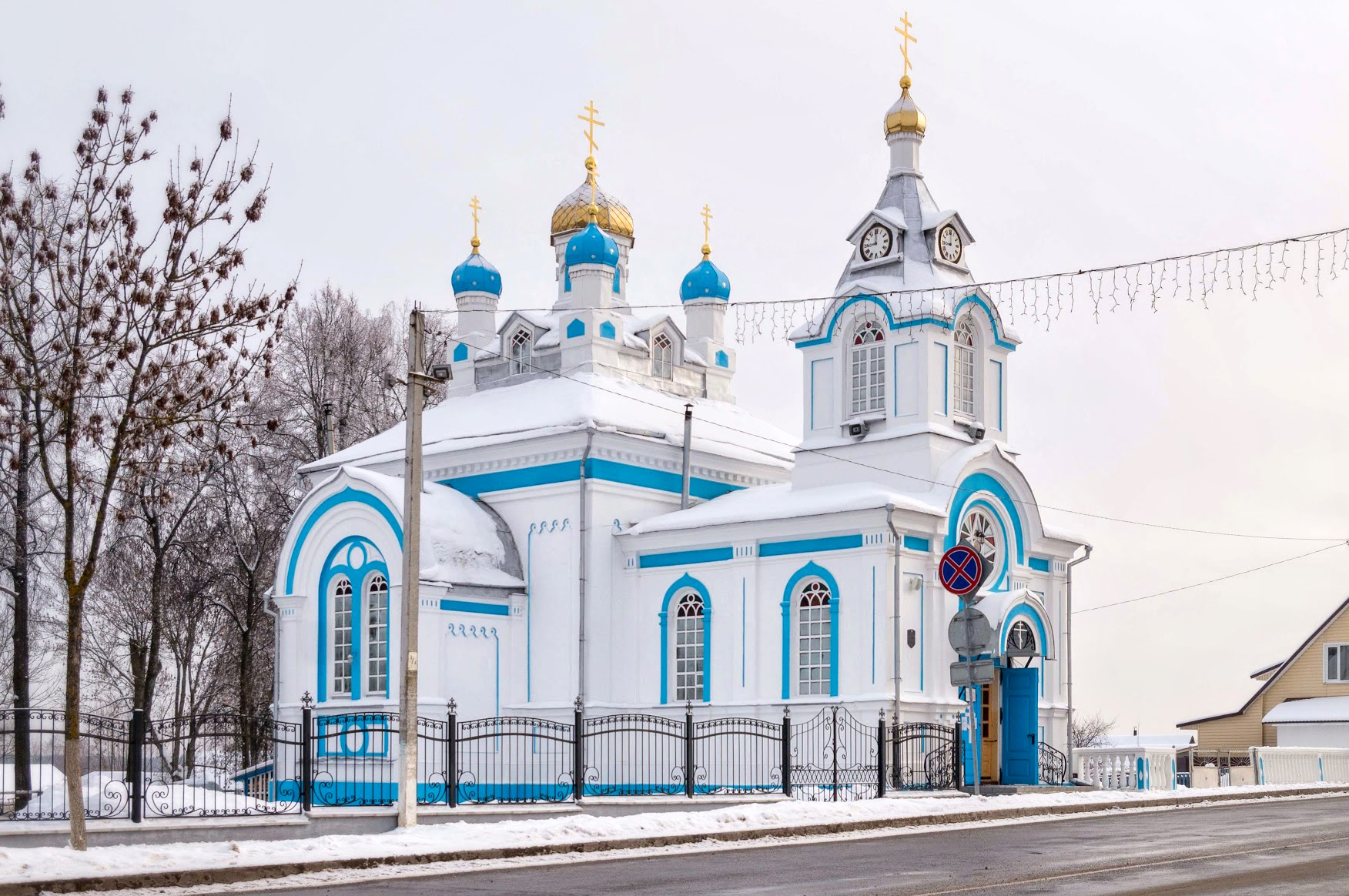
2016 год
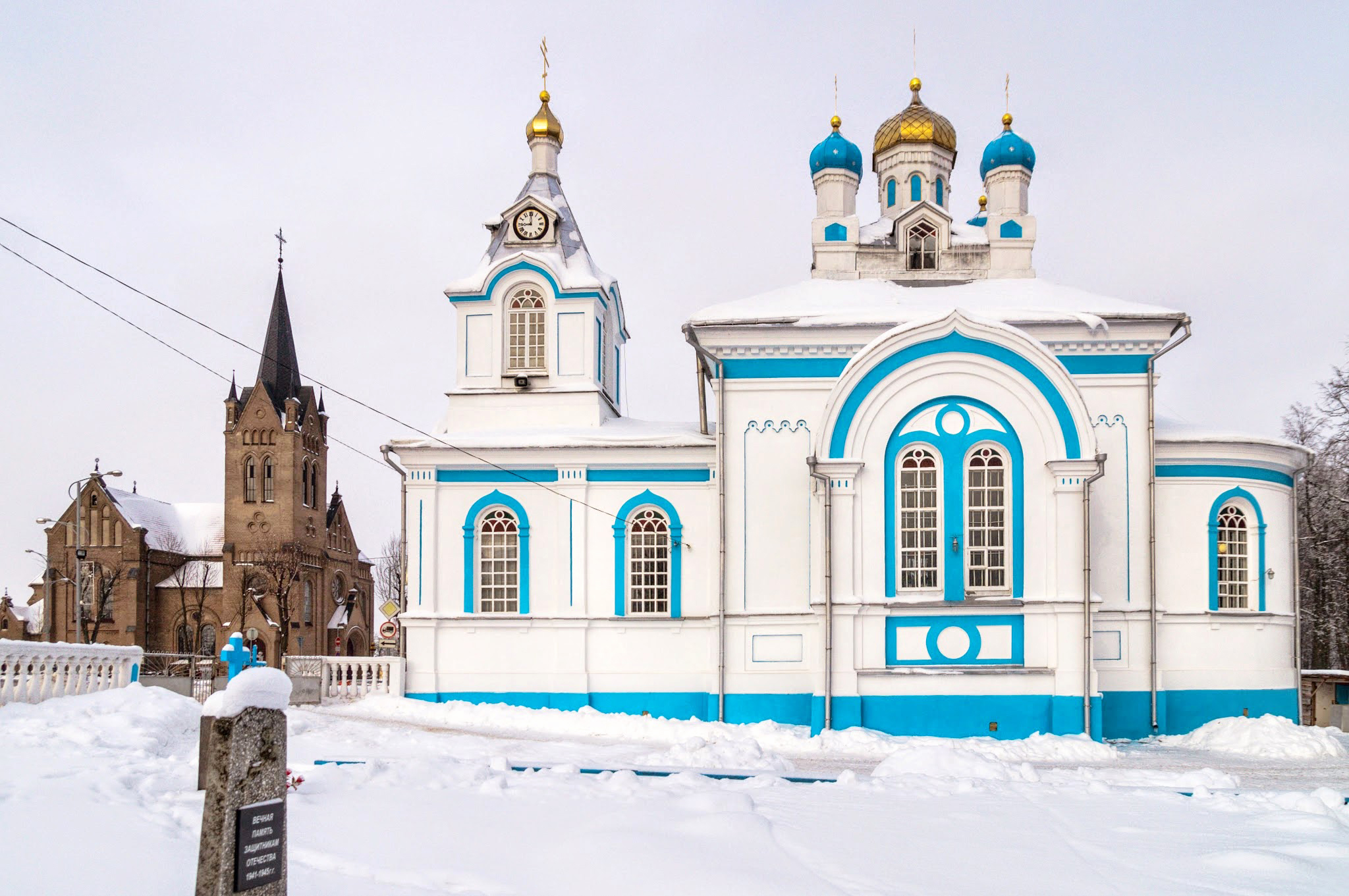
2016 год
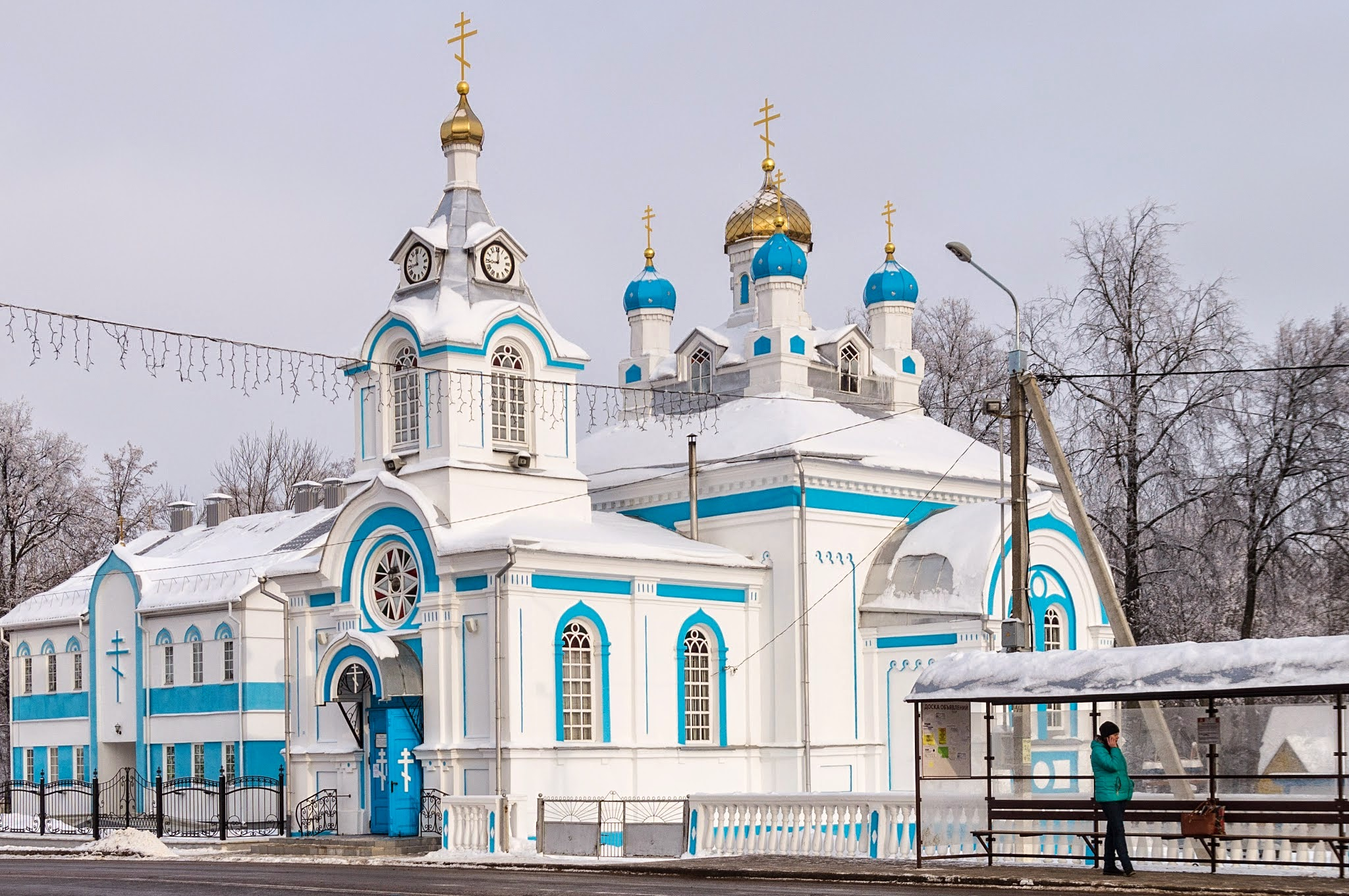
2016 год